# NIN

楔形文字NIN（女士）符号,是由“MUNUS”和“TÚG”所组成的合成词

苏美尔文字NIN（来自阿卡德符号“EREŠ”的读音）表示一位女王或女祭司，也常翻译为“女士”。其他译法有“女王”、“夫人”、“女主”和“女主宰”。
许多女神被称为“NIN”(宁),如:“DNIN.GAL”(宁伽勒-伟大的女主)，“DÉ.NIN.GAL”(大神庙女主)，“DEREŠ.KI.GAL”（埃列什基伽尔）和“DNIN.TI”（宁提）。
复合词“NIN.DINGIR”（“神圣夫人”或“神夫人），源自阿卡德语：“ENTU”，表示女祭司。

## 书写
“NIN”（宁）一词是楔形文符号“MUNUS”和“TÚG”的合字；在古楔形文中，特别是在汉谟拉比法典中，“NIN”被写为“MUNUS.TÚG”。在亚述楔形文中，音节“nin”被写成“MUNUS.KA”。MUNUS.KU = NIN9，意思是“姐姐”。

楔形文字“宁”的形傍
楔形文字“宁”的声傍（读音”库“）

## 在吉尔伽美什史诗
宁松“Ninsun”（DNIN.SÚN），标准巴比伦版《吉尔伽美什史诗》中吉尔伽美什的母亲，在第十二章中出现了5次（第一、二、三、四及其第十二段）。其它使用到“NIN”的神是尼努尔塔（DNIN.URTA），出现在第一段中，尤其是在第六段《大洪水神话》中。
“NIN”共被用到51次，其他主要的用途是作为阿卡德语词“eninna”（NIN出现在“e-nin-na”中，但还包括其他的变体）。“Eninna”是副词“现在”，但它也可用作连词，或用作指示语“继续”（一种过渡格式）。
“NIN”有二次被用为“姐姐”一词（阿卡德语：“ahātu”），例如，在第八段中（哀悼恩奇杜）第38行。

## 另行参阅
- Bêlit
- Nin-imma
- Nin-isina
- Nin-Ildu
- EN （cuneiform）
- Puabi